# Ungernia spiralis
Ungernia spiralis là một loài thực vật có hoa trong họ Amaryllidaceae. Loài này được Proskor. miêu tả khoa học đầu tiên năm 1949.